# Conor Geekie
Conor Geekie, född 5 maj 2004, är en kanadensisk professionell ishockeyforward som spelar för Tampa Bay Lightning i National Hockey League (NHL).
Han har tidigare spelat för Tucson Roadrunners i American Hockey League (AHL) och Winnipeg Ice; Wenatchee Wild och Swift Current Broncos i Western Hockey League (WHL).
Geekie draftades av Arizona Coyotes i första rundan i 2022 års draft som elva spelare totalt.
Han är bror till Morgan Geekie.

## Statistik
| 2017–2018  | Yellowhead Chiefs U15 |            | 35  | 38  | 30  | 68  | 38  | —  | —  | —  | —  | —  |
| 2018–2019  | Yellowhead Chiefs U15 |            | 31  | 49  | 37  | 86  | 58  | —  | —  | —  | —  | —  |
| 2019–2020  | Yellowhead Chiefs U18 | MU18HL     | 26  | 18  | 17  | 35  | 50  | 4  | 1  | 2  | 3  | 2  |
|            | Winnipeg Ice          | WHL        | 7   | 0   | 0   | 0   | 2   | —  | —  | —  | —  | —  |
| 2020–2021  | Winnipeg Ice          | WHL        | 24  | 9   | 14  | 23  | 20  | —  | —  | —  | —  | —  |
|            | Virden Oil Capitals   | MJHL       | 9   | 1   | 3   | 4   | 20  | —  | —  | —  | —  | —  |
| 2021–2022  | Winnipeg Ice          | WHL        | 63  | 24  | 46  | <49 | 15  | 3  | 8  | 11 | 14 |    |
| 2022–2023  | Winnipeg Ice          | WHL        | 66  | 35  | 42  | 77  | 53  | 19 | 6  | 11 | 17 | 10 |
| 2023–2024  | Wenatchee Wild        | WHL        | 26  | 20  | 29  | 49  | 28  | —  | —  | —  | —  | —  |
|            | Swift Current Broncos | WHL        | 29  | 23  | 27  | 50  | 38  | 9  | 6  | 3  | 9  | 4  |
|            | Tucson Roadrunners    | AHL        | —   | —   | —   | —   | —   | 2  | 0  | 0  | 0  | 0  |
| 2023–2024  | Tampa Bay Lightning   | NHL        | 1   | 0   | 0   | 0   | 0   | —  | —  | —  | —  | —  |
| NHL totalt | NHL totalt            | NHL totalt | 1   | 0   | 0   | 0   | 0   | —  | —  | —  | —  | —  |
| WHL totalt | WHL totalt            | WHL totalt | 215 | 111 | 158 | 269 | 190 | 43 | 15 | 22 | 37 | 28 |

### Internationellt
| Källa: Uppdaterad: 2024-10-12 | Källa: Uppdaterad: 2024-10-12 | Källa: Uppdaterad: 2024-10-12 |         | Utv = Utvisningsminuter | Utv = Utvisningsminuter | Utv = Utvisningsminuter | Utv = Utvisningsminuter | Utv = Utvisningsminuter |
| År                            | Lag                           | Mästerskap                    | Matcher | Mål                     | Assists                 | Poäng                   | Utv                     |                         |
| ----------------------------- | ----------------------------- | ----------------------------- | ------- | ----------------------- | ----------------------- | ----------------------- | ----------------------- | ----------------------- |
| 2024                          | Kanada                        | JVM                           | 5       | 2                       | 1                       | 3                       | 27                      |                         |
| Junior totalt                 | Junior totalt                 | Junior totalt                 | 5       | 2                       | 1                       | 3                       | 27                      |                         |